# آلیسکا
آلیسکا (انگلیسی: Alyeska) شرکت خدمات نفتی آمریکایی است، که در سال ۱۹۷۰ تأسیس شد.